# Peppe & the Popping Peanuts
Peppe & The Popping Peanuts var en musikgrupp som bildades i Umeå kring 1973–74 och bestod i starten av Roger Broman (bas/gitarr), Jörgen Hedman (bas/gitarr), Martin Ogland (gitarr), Peppe Tannemyr (Git/keyboard) samt Lars Gillén (trummor) och var Västerbottens svar på Röde Mor. Låtarna hade titlar som "Pappas Pung", "Levar Hotell", "Veckans Brott" m.fl och ganska surrealistiska shower som Bertil Kött och Rocky Devil Story. Låten "Killa mig på Kilimanjaro" var en dikt av Sixten Landby och som även spelades in för SVT.
De ansågs dock inte riktig rumsrena i det progressiva klimat som var i Umeå kring den tiden. Publiken fick de på sina ganska galna upptåg och scenshow. De var inbjudna att spela på musikföreningen Stackens stora avslut för bildandet av kontaktnätet för musik i Sverige där de framförde sin "Lyssna Majakovskij på vindens sus" som kunde uppfattas ett manifest för den progressiva musikstil som höjdes till skyarna. Dock var texten finurligt konstruerad att andemeningen snarare var en känga till dem som lyssnade och artigt applåderade.
Bandet upplöstes efter en tid men några spelningar i Umeå gjordes efter några år. Förgrundsfiguren Roger Broman fortsatte vidare med Spirella Girls och Bubbel i burken – en TV-kväll live.